# PZL-130小鷹教練機
PZL-130小鷹教練機（波蘭語：Orlik)是波蘭製造的單引擎渦輪螺旋槳教練機。

## 發展
小鷹教練機由PZL Warszawa-Okecie PZL Warszawa-Okecie研發，作為替代波蘭空軍 PZL-110 Kolibers的教練機。該項目由PZL總工程師Andrzej Frydrychewicz監製。它配備了低展弦比機翼，以更好地模擬噴氣式戰鬥機的操控性能。小鷹原型機採用蘇聯的Vedeneyev M14Pm徑向發動機，但波蘭打算在量產時改用國產Ivchenko AI-14發動機。而後雖然波蘭空軍計劃使用國產的星型發動機，但PZL採用渦輪螺旋槳發動機，即PZL-130T Turbo Orlik。該機於1987年1月向哥倫比亞空軍的演示飛行中墜毀。1989年和1990年推出了兩架採用沃爾沃渦輪螺旋槳發動機的原型機(見下列)。
1990 年，由於波蘭製造的星型發動機動力不足，波蘭轉而考慮M-601動力PZL-130TB。

## 型號
- PZL-130 Orlik

配備一台 Vedeneyev M14Pm活塞發動機的原型機
- PZL-130T Turbo Orlik

配備普拉特·惠特尼加拿大公司PT6A-25P 渦輪螺旋槳發動機的版本
- PZL-130TM Orlik

配備沃爾沃M601E渦輪螺旋槳發動機的版本
- PZL-130TB Orlik

配備沃爾沃M601T渦輪螺旋槳發動機的版本
- PZL-130TC Orlik

增加了Martin-Baker Mk.11彈射座椅和現代化航空電子設備
- PZL-130TC II Orlik(Garmin)

PZL-130T Turbo Orlik的升級版，增加了小翼，現代化的Garmin航空電子設備並改變了飛行導師的座位位置
- PZL-130TC II Orlik(GC)

帶有玻璃駕駛艙和平視顯示器的版本，公司名稱是 Orlik MPT（多功能訓練器）。

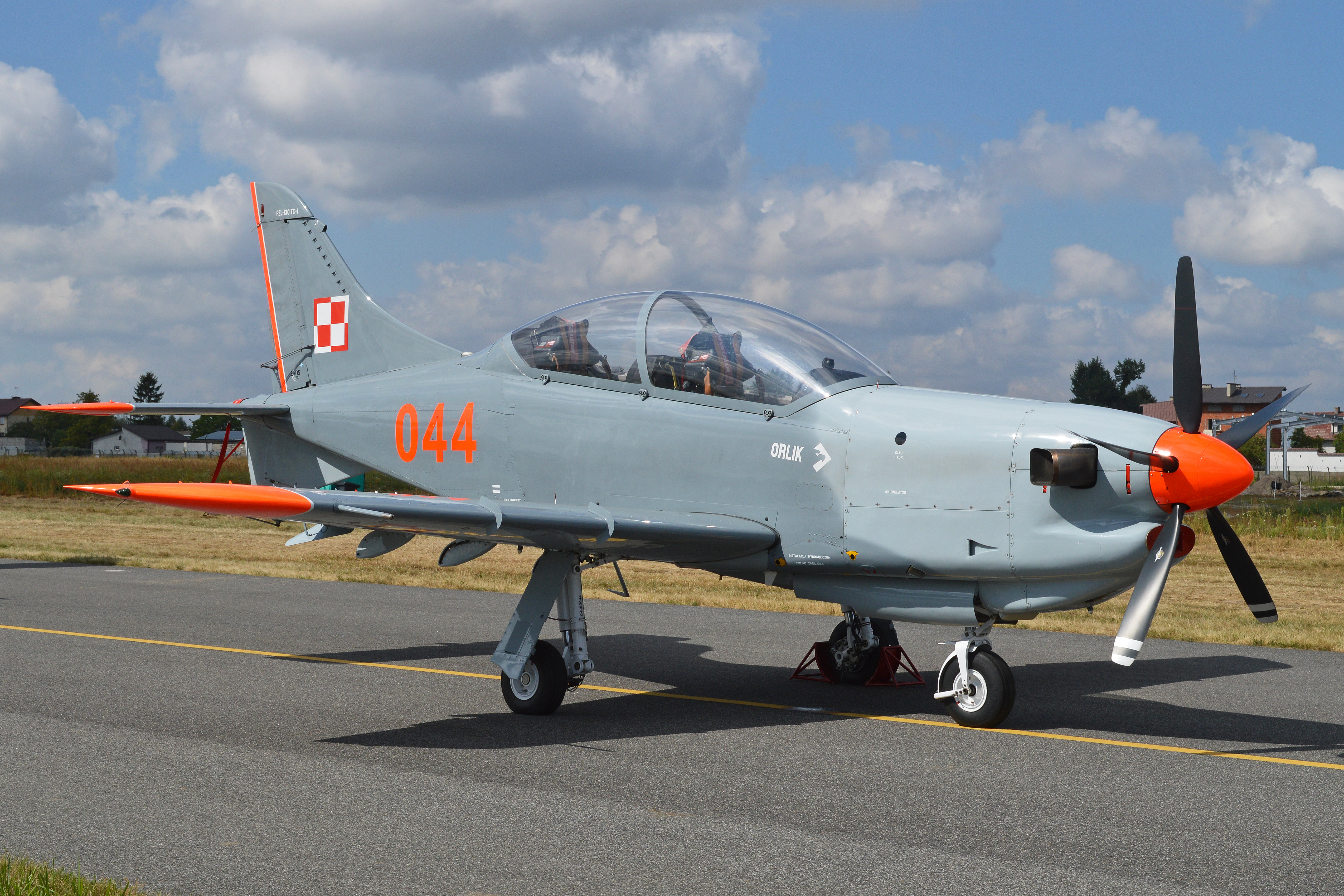
PZL-130 TC-1

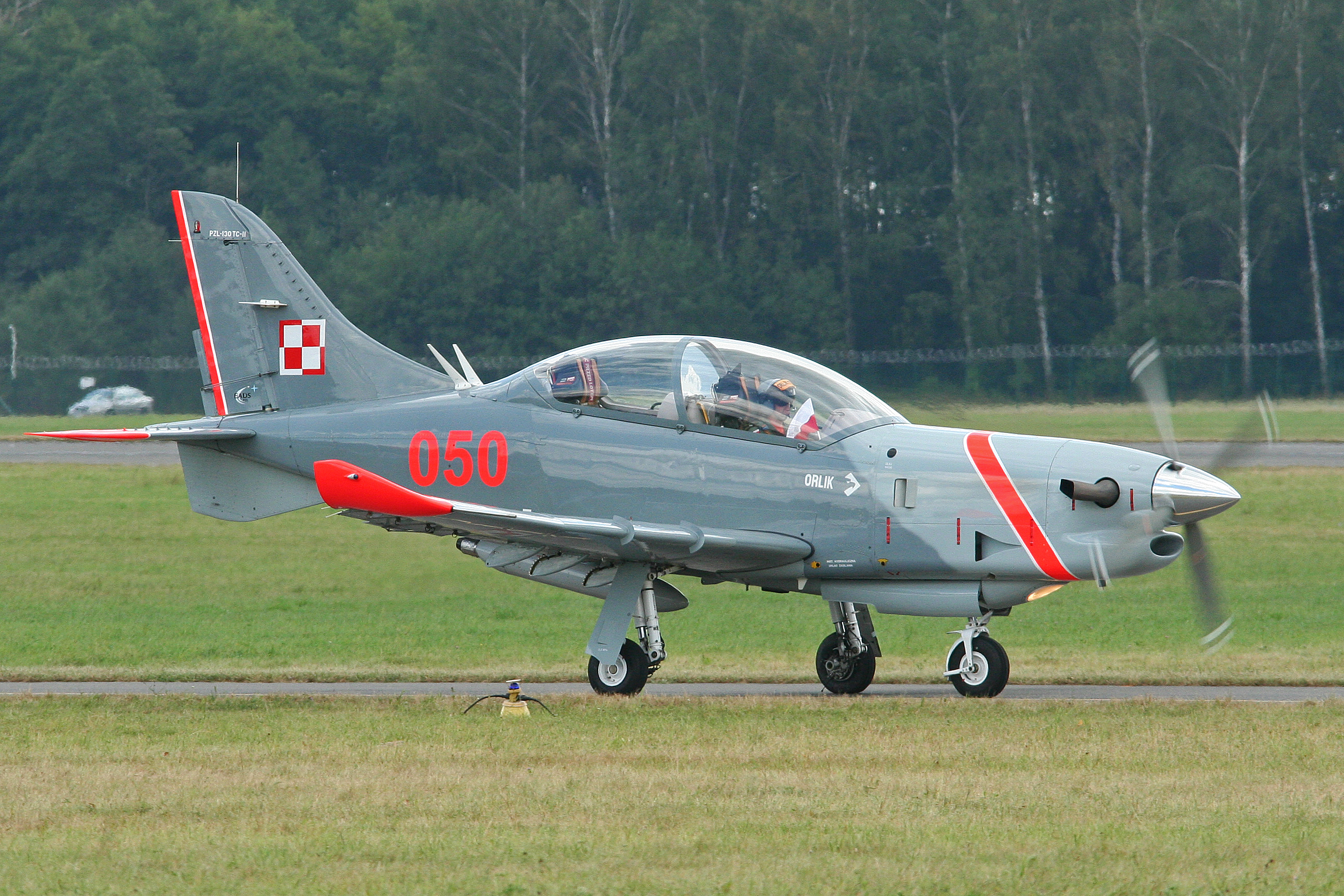
PZL-130 TC-2

## 服役
波蘭空軍:20架

波蘭海軍:已退役

## 外部連結
（页面存档备份，存于）
 （页面存档备份，存于）